# Клюев, Леонид Михайлович
Леони́д Миха́йлович Клю́ев (1 января 1940, Мелитополь, Украинская ССР — 1 июля 1981, Донецк, Украинская ССР) — советский футболист, вратарь. Мастер спорта СССР (1960).

## Биография
Карьеру в командах мастеров начал в 1958 году в команде класса «Б» СКЧФ Севастополь. 1959 год провёл в клубе КФК «Буревестник» Мелитополь. В 1960 году провёл 9 матчей за «Металлург» Запорожье, который по итогам сезона вышел в класс «А». В 1961 году был приглашён в «Динамо» Киев. За команду, ставшую чемпионом СССР, сыграл четыре матча. В 1962—1963 годах играл за «Шахтёр» Донецк. В победном для команды Кубке СССР 1962 года провёл два матча на начальных стадиях 1/16 и 1/8 финала, в следующем розыгрыше сыграл три матча — в 1/8 и 1/2 менял во втором тайме Бориса Стрелкова, в финале против московского «Спартака» (1:2) отыграл весь матч. В 1964—1968 годах играл за луганскую «Зарю». В 1966 выиграл с командой турнир второй группы класса «А», не пропустив ни одного гола в 25 матчах из 38. Затем играл за команды низших лиг «Строитель» Полтава (1969—1970), «Локомотив» Донецк (1971), «Шахтёр» Горловка (1972—1973), Гранит Черкассы (1974). В 1974 году вернулся в «Зарю», но за полтора годы сыграл только четыре матча.
После завершения футбольной карьеры работал на донецкой шахте. Погиб в июле 1981 года.